# Kvizling
Kvizlingi (ali kvislingi) so (bili) ljudje, ki so med drugo svetovno vojno sodelovali z okupatorjem. Ime so dobili po norveškem politiku Quislingu, ki je kot prvi v zasedenih državah začel sodelovati z Nemci. Primarno se izraz uporablja za ljudi na visokih položajih (Quisling je postal predsednik vlade), sčasoma pa se je prenesel tudi na druge.

## Seznam
- Belgija
Leon Degrelle
Jef van de Wiele
- Francija
Pierre Laval
- Hrvaška
Ante Pavelić
- Nizozemska
Anton Mussert
- Norveška
Vidkun Quisling
- Slovaška
Josef Tiso
- Sovjetska zveza
Andrej Andrejevič Vlasov

- Slovenija - Ljubljanska pokrajina
Leon Rupnik - Lav